# Gaetano Gandolfi
Gaetano Gandolfi (San Matteo della Decima, 31 agosto 1734 – Bologna, 20 giugno 1802) è stato un pittore italiano.

## Biografia
Nacque in una famiglia di artisti. Il fratello Ubaldo, il figlio Mauro e il nipote Democrito furono anch'essi pittori. Studiò all'accademia di belle arti di Bologna, dove ebbe per maestri Felice Torelli e Ercole Lelli. Studiò anche scultura e vinse premi in concorsi indetti dall'accademia nelle sezioni del ritratto e della scultura.
Nel 1760 trascorse un anno a Venezia, dove ebbe modo di studiare le opere del Tiepolo e di altri pittori veneti. Viaggiò anche in Inghilterra. Tornato a Bologna realizzò affreschi e tele in varie chiese e conventi di Bologna. Nella basilica di San Petronio eseguì il dipinto Madonna di san Luca e santi Emidio e Ivo. Nel 1775 eseguì la grande tela Nozze di Cana (530x679 cm) per il convento dei Canonici regolari di San Salvatore a Bologna, considerato uno dei suoi capolavori, che oggi è conservata ora presso la pinacoteca nazionale di Bologna.
Le sue opere sono conservate nei musei e gallerie d'arte, tra cui il Louvre di Parigi e il Metropolitan Museum of Art di New York. Gli viene anche attribuita la lunetta, posta sul portale della Chiesa del Miracolo della Madonna del Fuoco a Forlì.
Nel chiostro Terzo del cimitero monumentale della Certosa di Bologna, all'arco 12 si trova un monumento funerario a Gaetano, Mauro e Democrito Gandolfi, attribuito allo scultore Giovanni Putti.
Un omaggio al pittore è reso da Bernardo Gasparini nel suo libro Due notti alla Certosa di Bologna, del 1845, in cui Gandolfi appare come un fantasma.

### Disegni
Nel 1799 le vicende della guerra in Italia hanno ispirato anche immagini con venature satiriche. Un disegno di Gaetano Gandolfi, conservato al Gabinetto dei disegni e delle stampe degli Uffizi, coincide con questa fase di critica alla spedizione di Napoleone in Italia.
Dalla lunga didascalia coeva si deduce che il progetto disegnato non fu mai trasferito sulla tela. I personaggi rappresentati (da sinistra) sono: il francese con il cappello in mano che è in posizione isolata, mentre l'austriaco con cappello in testa, il russo con cappello da cosacco, l'inglese a testa scoperta e il turco con il turbante allungano la mano, come a volere sottoscrivere un patto. Il disegno rappresenta le potenze confederate contro Bonaparte prima della battaglia di Marengo.

## Galleria d'immagini

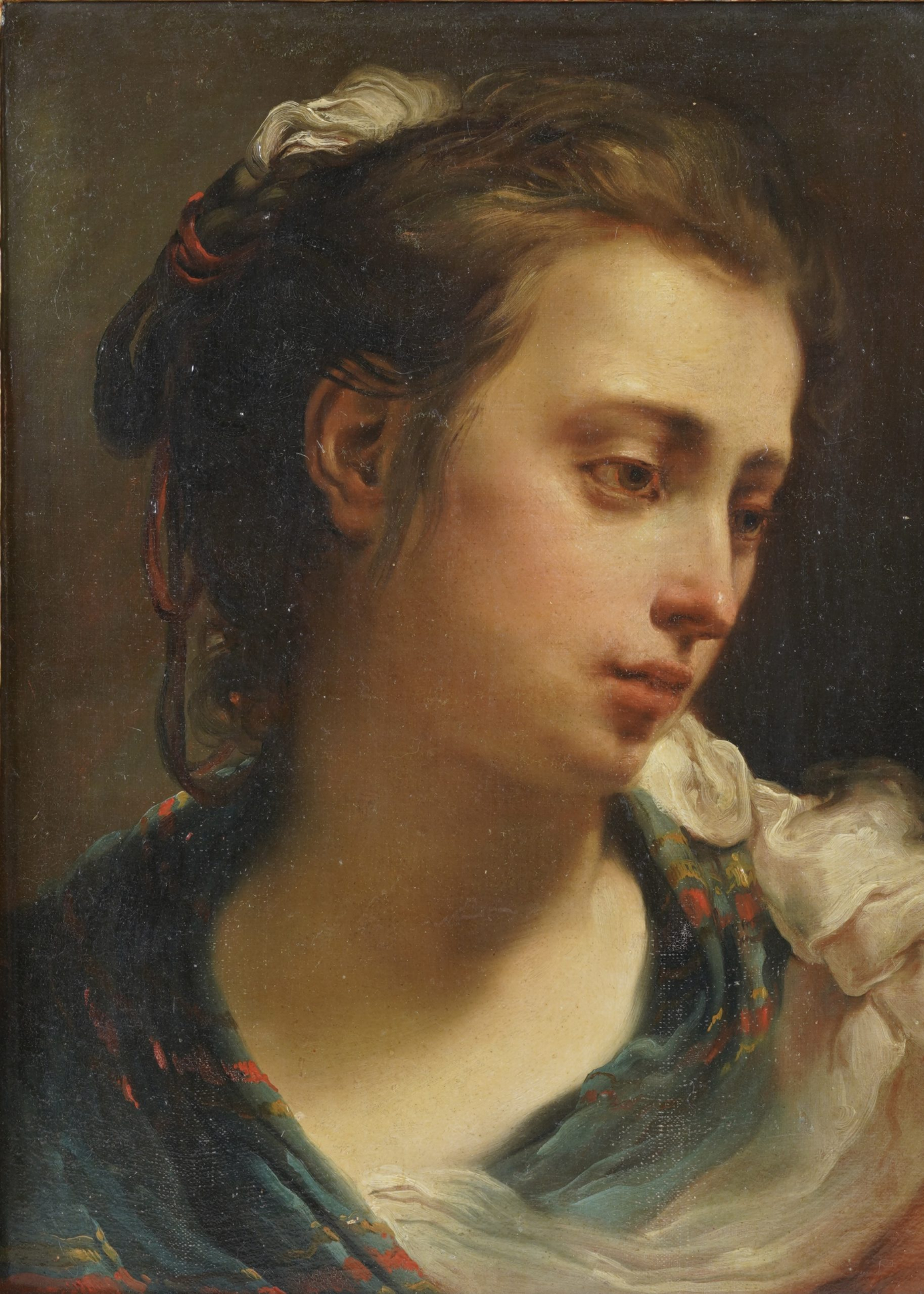
Busto di fanciulla di tre quarti, con i capelli raccolti
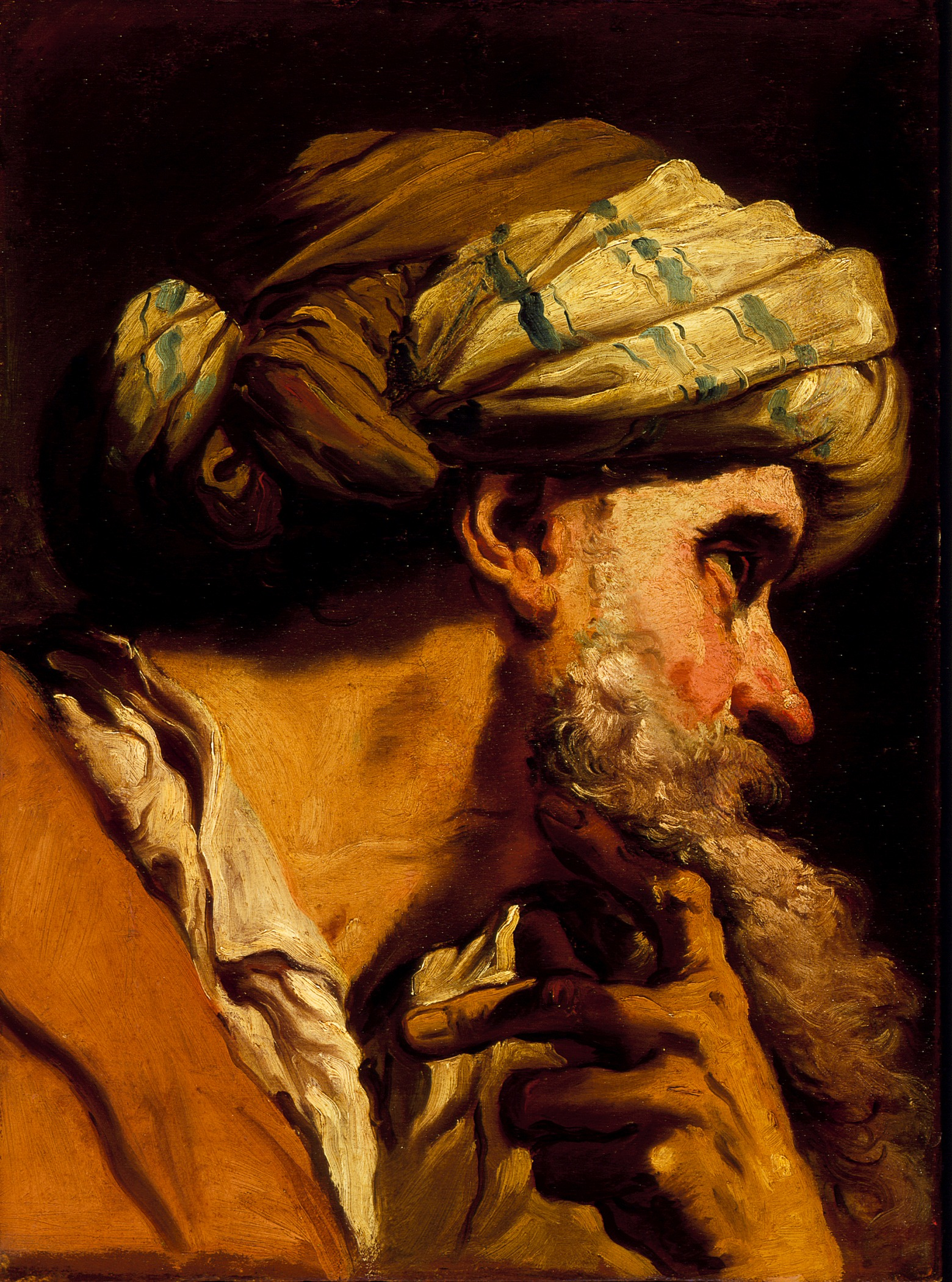
Studio di un orientale per le "Nozze di Cana" (Los Angeles County Museum of Art)
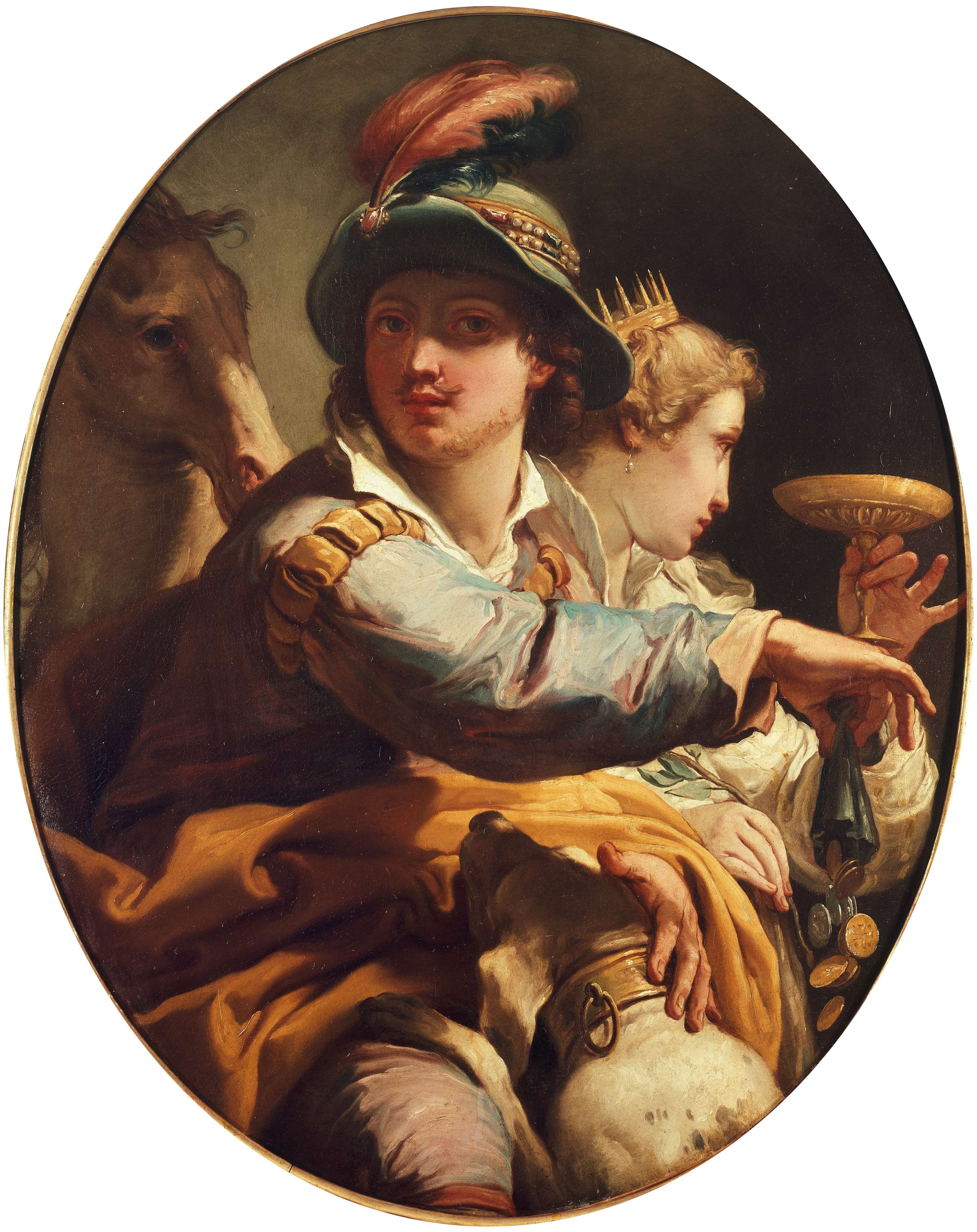
Allegoria della ricchezza
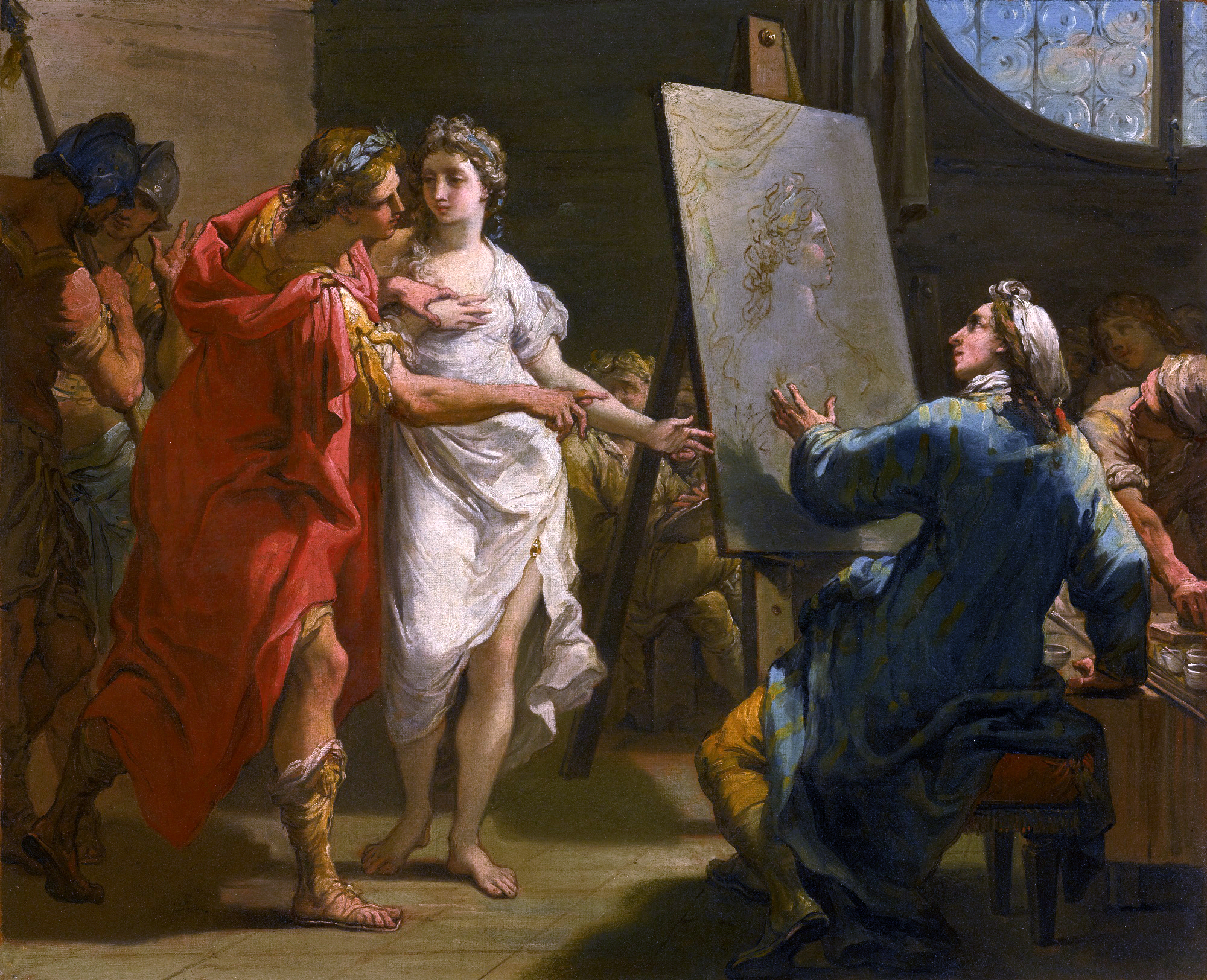
Alessandro Magno presenta Campaspe ad Apelle
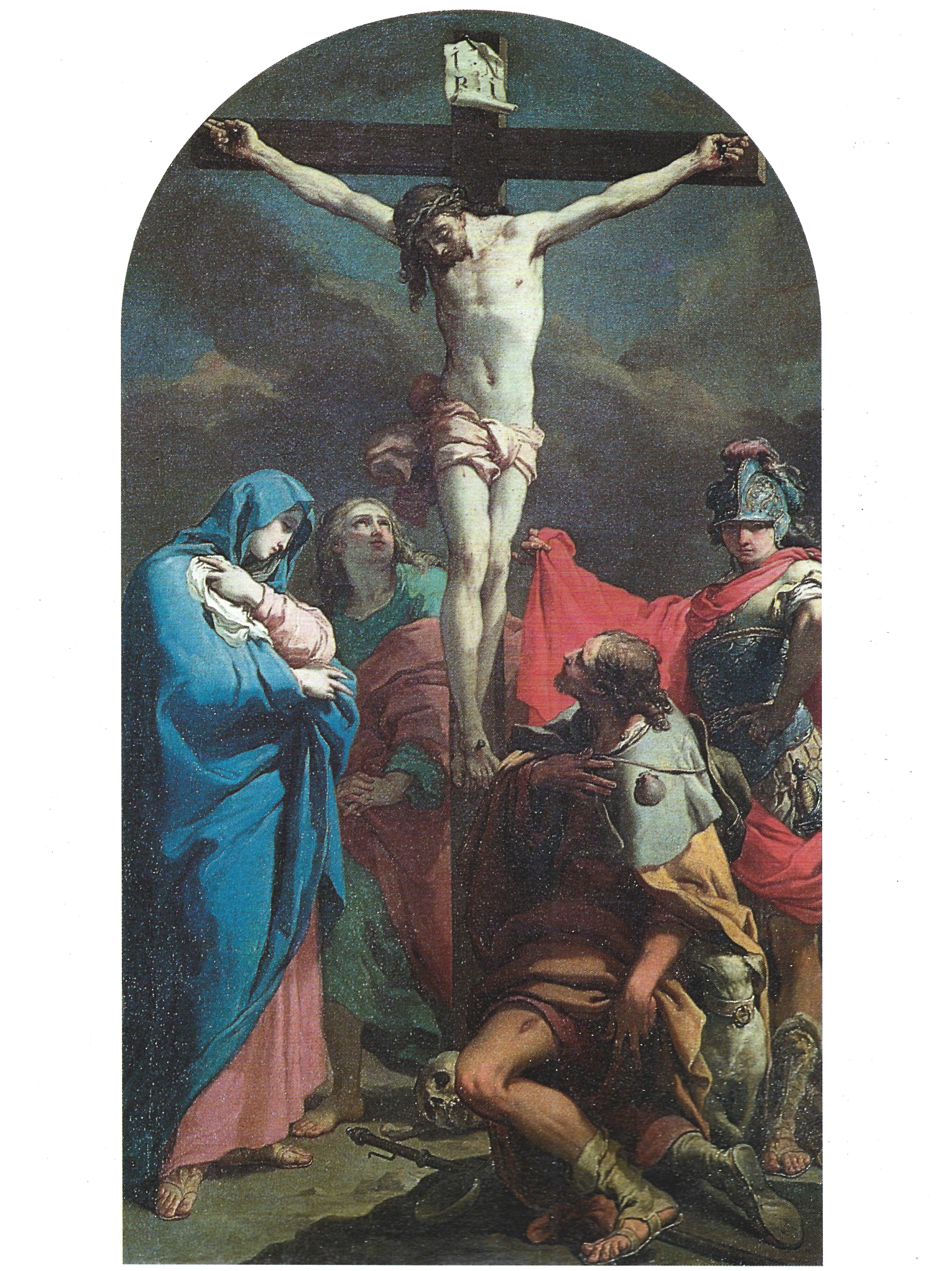
Crocifissione, sotto la croce la Vergine, San Giovanni, San Rocco e San Martino (1786): Crespino, Chiesa dei Santi Martino e Severo